# The Man from Dragon Land
The Man from Dragon Land è un cortometraggio muto del 1912 diretto da Fred Huntley.

## Produzione
Il film fu prodotto dalla Selig Polyscope Company.

## Distribuzione
Distribuito dalla General Film Company, il film - un cortometraggio di una bobina - uscì nelle sale cinematografiche statunitensi il 6 agosto 1912.